# Soco de uma polegada

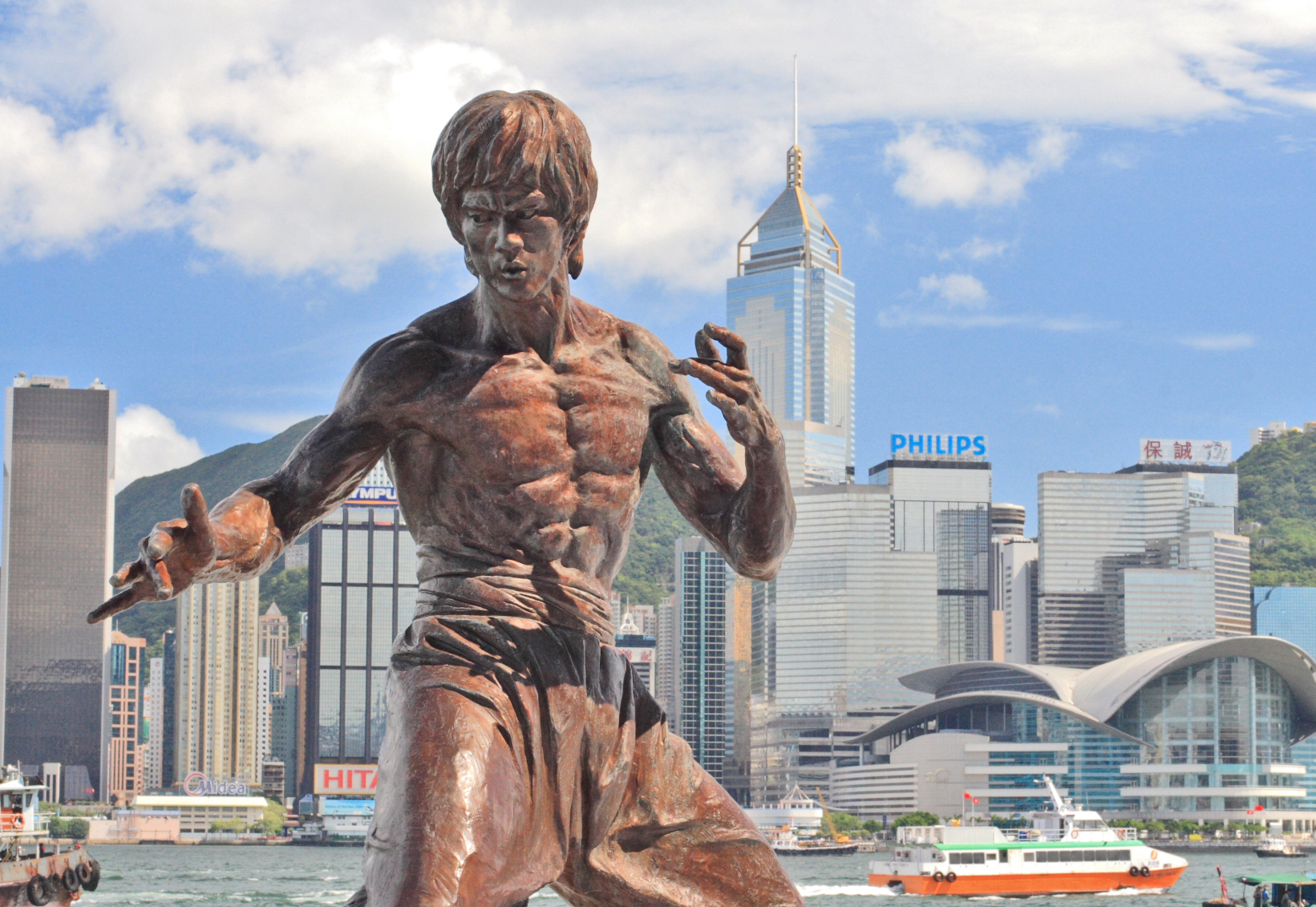
Estátua de Bruce Lee em Hong Kong

O soco de uma polegada é uma técnica das artes marciais chinesas, que foi popularizada e usada por  Bruce Lee.
Acredita-se que esta técnica venha do estilo de Kung Fu, Wing Chun, entretanto, está atualmente difundida em muitos outros estilos de artes marciais chinesas do sul.
Em regra geral, as artes marciais chinesas do sul confiam na maior parte em suas técnicas com as mãos em ataques bem próximos (ao contrário dos estilos do norte que focalizam mais em técnicas de média e longa distância).
Os lutadores dos estilos do sul lutavam frequentemente o cara a cara com seus oponentes, por isso, tiveram que criar uma maneira simples e prática de distribuir golpes curtos e rápidos. O soco de uma polegada é uma habilidade que usa o fa jing (traduzido como "o poder explosivo") para gerar quantidades tremendas de força de impacto em distâncias extremamente próximas.
Ao executar o soco de uma polegada, o executante deverá estar com seu punho muito perto do alvo (a distância depende da habilidade do executante, geralmente de 0-6 polegadas).
"
Então em um estouro explosivo de energia, os pés enraizam, o quadril encaixa, os ombros expandem e o braço estende até o alvo. É crucial que o movimento inteiro do corpo seja uníssono, ou o poder de explosão será limitado.
O alvo varia em  determinadas demonstrações. Às vezes, um voluntário segura uma lista telefônica na altura do peito, outras vezes, placas de madeira podem ser quebradas.
O soco de uma polegada foi trazido ao conhecimento popular no ocidente por Bruce Lee, quando demonstrou a técnica durante Torneio Internacional de Karatê de Long Beach.